# ساکا (شخصیت)
ساکا (انگلیسی: Sokka) یک شخصیت خیالی در مجموعهٔ انیمیشنی تلویزیونی نیکلودئون، آواتار: آخرین بادافزار و مجموعه بعدی آن افسانه کورا است. این شخصیت که توسط مایکل دانته دی‌مارتینو و برایان کونیتزکو خلق شده، توسط جک دسنا در سریال اصلی و توسط کریس هاردویک در سریال بعدی صداپیشگی می‌شود. در فیلم لایو اکشن اقتباسی آخرین بادافزار، جکسون رادبون نقش او را بازی می‌کند. همچنین در اقتباس لایو اکشن نتفلیکس از آواتار: آخرین بادافزار، ایان اوسلی نقش او را بازی خواهد کرد.
در مجموعه اصلی، ساکا پانزده ساله جنگجوی قبیله آب جنوبی است، ملتی که در آن برخی از مردم قادرند آب را به صورت دورجنبی مهار یا «افزارش» کنند. او به همراه خواهر کوچکترش کاتارا، یک بادافزار به نام آنگ، آواتار گمشده، را پیدا می‌کند و او را همراهی می‌کند تا ملت آتش استعمارگر را شکست دهد و صلح را برای کشورهای جنگ زده به ارمغان بیاورد. بر خلاف همراهانش، ساکا یک آدم معمولی است، اما با پیشرفت نمایش، او به شمشیربازی تسلط دارد و ثابت می‌کند که یک استراتژیست شایسته‌است. او به عنوان یک فرد معمولی، از سلاح‌های مختلفی مانند بومرنگ خود و بعداً از شمشیر برای مبارزه با دشمنان استفاده می‌کند.